# Жозе дос Сантос Лопес
Жозе дос Сантос Лопес (порт. José dos Santos Lopes, 1 листопада 1910, Бататайс — 28 серпня 1996, Бататайс) — бразильський футболіст, що грав на позиції нападника, зокрема, за клуб «Корінтіанс», а також національну збірну Бразилії.
Чотириразовий переможець Ліги Пауліста.

## Клубна кар'єра
У футболі дебютував 1928 року виступами за команду «Бататаїс», в якій провів три сезони.
1932 року перейшов до клубу «Корінтіанс», за який відіграв 9 сезонів. Завершив професійну кар'єру футболіста виступами за команду «Корінтіанс» у 1941 році.
| Дата       | Місто        | Господарі | Результат | Гості          | Турнір               | Голи | Примітки |
| ---------- | ------------ | --------- | --------- | -------------- | -------------------- | ---- | -------- |
| 05-06-1938 | Страсбур     | Бразилія  | 6 – 5     | Польща         | ЧС 1938 - 1/8 фіналу | -    |          |
| 12-06-1938 | Бордо        | Бразилія  | 1 – 1     | Чехословаччина | ЧС 1938 - 1/4 фіналу | -    |          |
| 16-06-1938 | Марсель      | Італія    | 2 – 1     | Бразилія       | ЧС 1938 - 1/2 фіналу | -    |          |
| 25-02-1940 | Сан-Паулу    | Бразилія  | 0 – 3     | Аргентина      | Копа Рока            | -    |          |
| 05-03-1940 | Буенос-Айрес | Аргентина | 6 – 1     | Бразилія       | Копа Рока            | -    |          |
| 10-03-1940 | Буенос-Айрес | Аргентина | 2 – 3     | Бразилія       | Копа Рока            | -    |          |
| 17-03-1940 | Авельянеда   | Аргентина | 5 – 1     | Бразилія       | Копа Рока            | -    |          |
| Усього     |              | Матчів    | 7         |                | Голів                | 0    |          |

Помер 28 серпня 1996 року на 86-му році життя у місті Бататаїс.

## Титули і досягнення
- Переможець Ліги Пауліста (4):

«Корінтіанс»: 1937, 1938, 1939, 1941
- Бронзовий призер чемпіонату світу: 1938